# Clinchfield Railroad
La Clinchfield Railroad (CRR) è stata una società ferroviaria statunitense. La linea era compresa fra la Virginia, il Kentucky ed la Carolina del sud; il segmento di 35 miglia che collegava Dante, Virginia, ad Elkhorn City, Kentucky, apriva le terre di carbone a nord delle Sandy Ridge Mountains, formando così un collegamento con la Chesapeake and Ohio Railway, completato nel 1915.
La Clinchfield è stata l'ultima ferrovia di I Classe costruita negli Stati Uniti ad est delle Montagne Rocciose. La ferrovia, di 266 miglia, fornì l'accesso a numerose meraviglie paesaggistiche della regione degli Appalachi ed è probabilmente meglio conosciuta per le tecniche d'ingegneria ferroviaria all'avanguardia applicate nella sua costruzione.
La Clinchfield Railroad iniziò ad operare il 1º dicembre 1924 e per molti anni fu affittata congiuntamente dalla Atlantic Coast Line Railroad e dalla Louisville and Nashville Railroad. Quando la Louisville and Nashville Railroad si fuse con l'Atlantic Coast Line Railroad (poi ribattezzata Seaboard Coast Line Railroad), in vigore dal 1º gennaio 1983, formando la Seaboard System Railroad, la Clinchfield Railroad venne fusa a sua volta nella Seaboard. La linea è ora di proprietà ed è gestita dalla CSX Transportation.
Alla fine del 1925, la Clinchfield Railroad gestiva 309 miglia di strada e 467 miglia di binari; le miglia percorse nel 1970 furono di circa 312.